# Ejido San Lorenzo Toxico Manzana Sexta
Ejido San Lorenzo Toxico Manzana Sexta är ett samhälle (ejido) i Mexiko, tillhörande kommunen Ixtlahuaca i den västra delen av delstaten Mexiko. Orten hade 1 257 invånare vid folkräkningen 2010.